# Christian Prassberger
Christian Prassberger (22 gennaio 1977) è un ex sciatore alpino tedesco.

## Biografia
Prassberger, originario di Bernau am Chiemsee, esordì in Coppa Europa il 18 dicembre 1996 a Haus in discesa libera (78º); in Coppa del Mondo debuttò il 29 gennaio 2000 a Garmisch-Partenkirchen nella medesima specialità, senza completare la prova, e ottenne il miglior piazzamento il 7 dicembre 2001 a Val-d'Isère in supergigante (47º), alla sua ultima gara nel circuito. Si ritirò al termine di quella stessa stagione 2001-2002 e la sua ultima gara fu lo slalom speciale dei Campionati tedeschi 2002, disputato il 26 marzo a Zwiesel e chiusa da Prassberger al 78º posto; non prese parte a rassegne olimpiche o iridate.

## Palmarès

### Coppa Europa
- Miglior piazzamento in classifica generale: 127º nel 1999, nel 2000 e nel 2001

### Campionati tedeschi
- 2 medaglie:
  - 2 argenti (supergigante nel 2001; discesa libera nel 2002)